# スペンサー・ターンブル
スペンサー・ケッチャム・ターンブル（Spencer Ketcham Turnbull, 1992年9月18日 - ）は、 アメリカ合衆国アラバマ州マレンゴ郡デモポリス出身のプロ野球選手（投手）。右投右打。愛称はレッドブル（Red Bull）。現在はフリーエージェント。

## 経歴

### プロ入りとタイガース時代
2014年のMLBドラフト2巡目（全体63位）でデトロイト・タイガースから指名され、プロ入り。契約後、傘下のルーキー級ガルフ・コーストリーグ・タイガースでプロデビュー。A-級コネチカット・タイガースでもプレーし、2チーム合計で12試合に先発登板して0勝2敗、防御率4.31、23奪三振を記録した。
2015年はA級ウェストミシガン・ホワイトキャップスでプレーし、22試合に先発登板して11勝3敗、防御率3.01、106奪三振を記録した。
2016年はルーキー級ガルフ・コーストリーグ・タイガース（ウェスト及びイースト）、A+級レイクランド・フライングタイガースでプレーし、3チーム合計で12試合に登板して1勝2敗、防御率3.45、39奪三振を記録した。オフにはアリゾナ・フォールリーグに参加し、ソルトリバー・ラフターズに所属した。
2017年はルーキー級ガルフ・コーストリーグ・タイガース（ウェスト）、A+級レイクランド、AA級エリー・シーウルブズでプレーし、3チーム合計で21試合に先発登板して7勝6敗、防御率3.70、102奪三振を記録した。オフには2年連続でアリゾナ・フォールリーグに参加し、メサ・ソーラーソックスに所属した。11月20日にルール・ファイブ・ドラフトでの流出を防ぐために40人枠入りした。
2018年はマイナーではルーキー級ガルフ・コーストリーグ・タイガース（ウェスト）、A+級レイクランド、AA級エリー、AAA級トレド・マッドヘンズでプレーし、4チーム合計で23試合に先発登板して5勝8敗、防御率3.92、133奪三振を記録した。9月11日にメジャー初昇格を果たし、14日のクリーブランド・インディアンス戦でメジャーデビュー。この年はMLBでは4試合（先発3試合）に登板して0勝2敗、防御率6.06、15奪三振を記録した。
2019年はMLBの先発ローテーションに定着し、30試合に先発登板して3勝17敗、防御率4.61、146奪三振を記録した。
2020年は60試合制で11試合に先発登板して4勝4敗、防御率3.97、51奪三振を記録した。
2021年5月18日のシアトル・マリナーズ戦でノーヒットノーランを達成した。6月5日に故障者リストに登録され、7月にトミー・ジョン手術を受けてシーズン終了となった。この年は9試合に先発登板して4勝2敗、防御率2.88、44奪三振を記録した。
2022年は前年の手術及びそのリハビリのため、全休した。
2023年は2年ぶりにメジャー復帰を果たした。オフの11月17日にノンテンダーFAとなった。

### フィリーズ時代
2024年2月14日にフィラデルフィア・フィリーズと1年200万ドルの契約を結んだ。10月31日にFAとなった。この年は17試合（うち7試合に先発）に登板し、3勝無敗1ホールド、防御率2.65、58奪三振を記録した。

### ブルージェイズ時代
2025年5月5日にトロント・ブルージェイズと契約を結び、同日中に40人枠入りした。6月8日にアクティブ・ロースター入りしてメジャー昇格を果たしたものの、3試合に登板したのみで6月25日にマックス・シャーザーの復帰に伴って、DFAとなった。6月27日にFAとなった。

## 選手としての特徴
最速98mph（約157.7km/h）を計測するフォーシームが投球の約半分を占め、次いでシンカー、スライダー、カーブの順で投げる。

## 詳細情報

### 年度別投手成績
| 年 度    | 球 団    | 登 板 | 先 発 | 完 投 | 完 封 | 無 四 球 | 勝 利 | 敗 戦 | セ 丨 ブ | ホ 丨 ル ド | 勝 率 | 打 者 | 投 球 回 | 被 安 打 | 被 本 塁 打 | 与 四 球 | 敬 遠 | 与 死 球 | 奪 三 振 | 暴 投 | ボ 丨 ク | 失 点 | 自 責 点 | 防 御 率 | W H I P |
| -------- | -------- | ----- | ----- | ----- | ----- | -------- | ----- | ----- | -------- | ----------- | ----- | ----- | -------- | -------- | ----------- | -------- | ----- | -------- | -------- | ----- | -------- | ----- | -------- | -------- | ------- |
| 2018     | DET      | 4     | 3     | 0     | 0     | 0        | 0     | 2     | 0        | 1           | .000  | 69    | 16.1     | 17       | 1           | 4        | 0     | 0        | 15       | 1     | 1        | 11    | 11       | 6.06     | 1.29    |
| 2019     | DET      | 30    | 30    | 0     | 0     | 0        | 3     | 17    | 0        | 0           | .150  | 656   | 148.1    | 154      | 14          | 59       | 1     | 16       | 146      | 9     | 0        | 86    | 76       | 4.61     | 1.44    |
| 2020     | DET      | 11    | 11    | 0     | 0     | 0        | 4     | 4     | 0        | 0           | .500  | 242   | 56.2     | 47       | 2           | 29       | 1     | 2        | 51       | 0     | 0        | 25    | 25       | 3.97     | 1.34    |
| 2021     | DET      | 9     | 9     | 1     | 1     | 0        | 4     | 2     | 0        | 0           | .667  | 201   | 50.0     | 37       | 2           | 12       | 0     | 5        | 44       | 0     | 0        | 18    | 16       | 2.88     | 0.98    |
| 2023     | DET      | 7     | 7     | 0     | 0     | 0        | 1     | 4     | 0        | 0           | .200  | 145   | 31.0     | 37       | 5           | 15       | 0     | 3        | 24       | 2     | 0        | 26    | 25       | 7.26     | 1.68    |
| 2024     | PHI      | 17    | 7     | 0     | 0     | 0        | 3     | 0     | 0        | 1           | 1.000 | 222   | 54.1     | 37       | 6           | 20       | 0     | 5        | 58       | 2     | 0        | 17    | 16       | 2.65     | 1.05    |
| 2025     | TOR      | 3     | 1     | 0     | 0     | 0        | 1     | 1     | 0        | 0           | .500  | 33    | 6.1      | 12       | 1           | 4        | 0     | 0        | 4        | 0     | 0        | 5     | 5        | 7.11     | 2.53    |
| MLB：6年 | MLB：6年 | 78    | 67    | 1     | 1     | 0        | 15    | 29    | 0        | 2           | .341  | 1535  | 356.2    | 329      | 30          | 139      | 2     | 31       | 338      | 14    | 1        | 183   | 169      | 4.26     | 1.31    |

- 2024年度シーズン終了時
- 各年度の太字はリーグ最高

### 年度別守備成績
| 年 度 | 球 団 | 投手（P） | 投手（P） | 投手（P） | 投手（P） | 投手（P） | 投手（P） |
| 年 度 | 球 団 | 試 合     | 刺 殺     | 補 殺     | 失 策     | 併 殺     | 守 備 率  |
| ----- | ----- | --------- | --------- | --------- | --------- | --------- | --------- |
| 2018  | DET   | 4         | 1         | 3         | 0         | 0         | 1.000     |
| 2019  | DET   | 30        | 6         | 13        | 1         | 1         | .950      |
| 2020  | DET   | 11        | 7         | 5         | 1         | 3         | .923      |
| 2021  | DET   | 9         | 6         | 6         | 0         | 0         | 1.000     |
| 2023  | DET   | 7         | 4         | 3         | 0         | 1         | 1.000     |
| 2024  | PHI   | 17        | 7         | 3         | 0         | 0         | 1.000     |
| MLB   | MLB   | 78        | 31        | 33        | 2         | 5         | .970      |

- 2024年度シーズン終了時

### 記録
MLB
- ノーヒットノーラン：1回（2021年5月18日、対シアトル・マリナーズ戦）

### 背番号
- 56（2018年 - 2021年、2023年）
- 22（2024年）
- 12（2025年6月11日 - 同月20日）